# 飯塚定輔

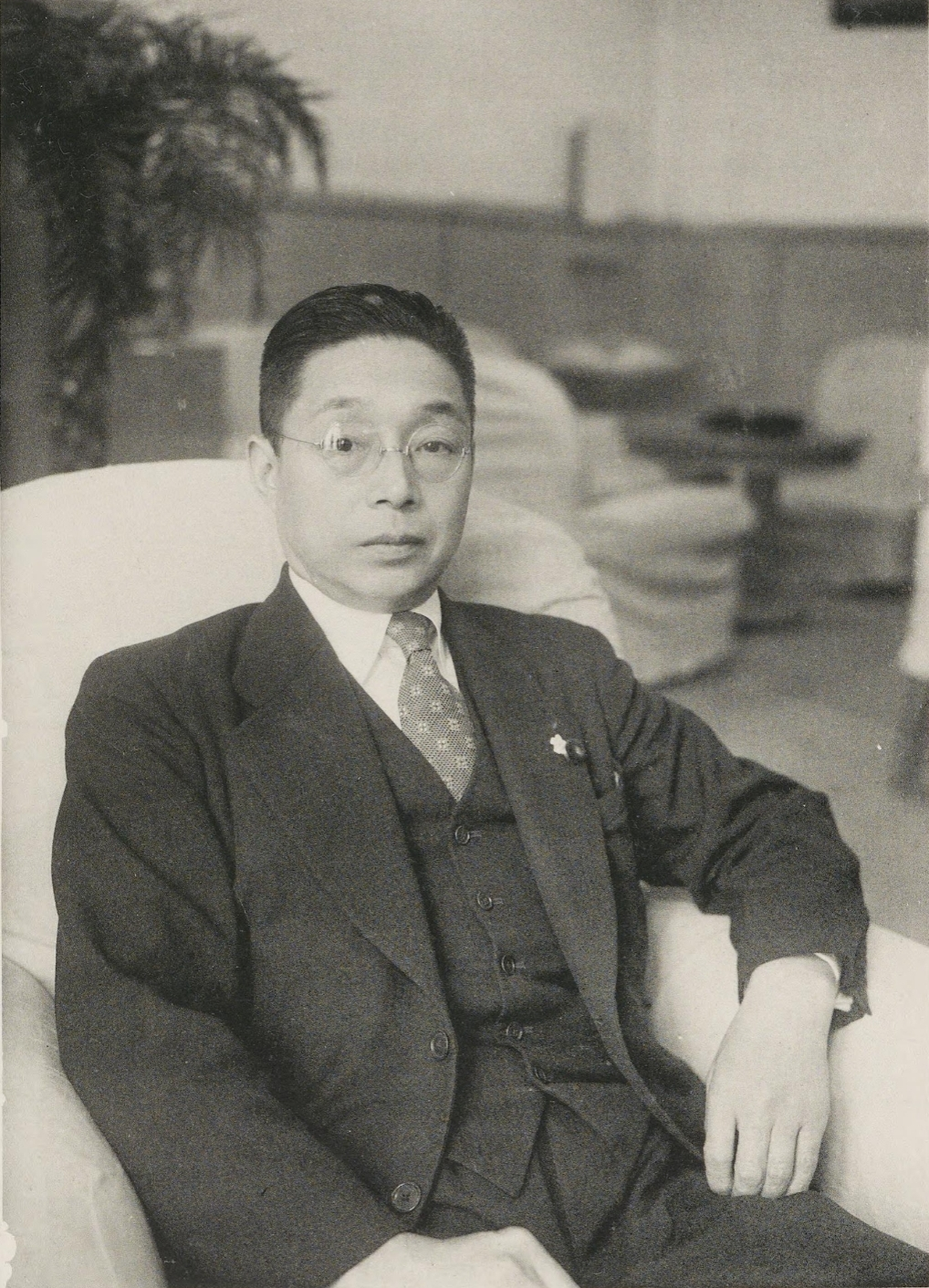
1953年

飯塚 定輔（いいづか さだすけ、1897年（明治30年）10月14日 - 1970年（昭和45年）11月5日）は、昭和期の実業家、政治家。衆議院議員（5期）。

## 経歴
秋田県雄勝郡、のちの羽後町出身。1927年（昭和2年）日本大学法文学部法律学科を卒業した。
協調会嘱託、国務大臣秘書官、立憲民政党政務調査会専門調査員、末広汽船社長、菊谷工業取締役会長などを務めた。1945年（昭和20年）2月14日、従六位に叙される。
1947年（昭和22年）4月の第23回衆議院議員総選挙で旧秋田県第2区から民主党公認で立候補して次点で落選。1949年（昭和24年）1月の第24回総選挙に民主自由党公認で立候補して初当選。以後、1953年（昭和28年）4月の第26回総選挙まで再選された。1955年（昭和30年）2月の第27回総選挙では落選し、1958年（昭和33年）5月の第28回総選挙で再選され、次の第29回総選挙でも当選し、衆議院議員に通算5期在任した。この間、郵政政務次官（第5次吉田内閣）、外務政務次官（第2次池田内閣）、衆議院逓信委員長、民主自由党政調会逓信部長、自由党組織局青年部長、同副幹事長、自由民主党総務、同広報委員会副委員長、同政調行政調査会副会長などを務めた。その後、第30回、第32回総選挙に立候補したがいずれも落選した。
1970年（昭和45年）11月の秋の叙勲で勲二等に叙され、瑞宝章を受章する。しかし叙勲直後の11月5日、肝硬変のため東京都立川市の立川病院で死去した。73歳没。同月10日、特旨を以て位五級を追陞され、死没日付をもって従六位から正四位に叙された。
告別式は青山葬儀所で行われた。